# Sant Miquel d'Almatret
Sant Miquel d'Almatret és una església barroca d'Almatret (Segrià) inclosa a l'Inventari del Patrimoni Arquitectònic de Catalunya.

## Descripció
Església de dimensions petites amb tres naus i cimbori. El portal d'entrada, d'estil barroc, està una mica deteriorat. Tota la façana de l'església i el campanar estan fets amb carreus de pedra picada regular. No surt de la tipologia de les esglésies barroques de l'època. La composició és ben equilibrada en el seu conjunt.